# Coping with the Urban Coyote
Coping with the Urban Coyote is het eerste album van de band Unida. Het nummer 'Black Woman' is gebruikt voor het toen populaire spel Tony Hawk's Underground.

## Cd-tracklist
1. Thorn – 3:14
2. Black Woman – 5:14
3. Plastic – 4:03
4. Human Tornado – 4:22
5. If Only Two – 5:17
6. Nervous – 6:41
7. Dwarf It – 2:33
8. You Wish – 9:36

## Vinyl-tracklist
Kant A
1. Thorn – 3:14
2. Black Woman – 5:14
3. You Wish – 9:36

Kant B
1. Human Tornado – 4:22
2. If Only Two – 5:17
3. Nervous – 6:41
4. Dwarf It – 2:33

## Bezetting
- John Garcia - zang
- Dave Dinsmore - basgitaar
- Arthur Seay - gitaar
- Miguel Cancino - drum

## Overige informatie
- Opgenomen: Monkey Studios, Palm Springs, Californië.
- Management: Paul Ellis
- Mastering door: Eddy Schreyer
- Producer, geluidstechnicus en gemixt door: Steve Feldman en Unida
- Het nummer "Black Woman" is ook uitgebracht op het complicatiealbum Rise 13: Magick Rock Vol. 1